# گمینا بیلانه
گمینا بیلانه (به لهستانی:  Gmina Bielany) یک گمینا در لهستان است که در شهرستان سوکوووف واقع شده‌است. گمینا بیلانه ۱۰۹٫۶ کیلومتر مربع مساحت و ۳٬۷۳۱ نفر جمعیت دارد.